# Palau (Italië)
Palau is een Italiaans kustdorp in de noordelijkste provincie van Sardinië: Olbia-Tempio, gelegen aan de Middellandse Zee (meer bepaald de Straat van Bonifacio en de Tyrreense Zee).

## Ligging, geografie en transport
Vlak tegenover het dorp ligt het eiland Santo Stefano, dat deel uitmaakt van de La Maddalena-archipel. De dichtstbijzijnde stad is La Maddalena, op het grootste eiland van die archipel. Het dorp ligt aan een rivier (die in de zee uitmondt), een secundaire weg en een spoorweg. Palau beschikt over een haven.
Palau staat bekend om zijn rijkdom aan mineralen en om de bergtop Monte Canu die daarin uitblinkt.

## Toerisme
In Palau bevindt zich het Museo Etnografico Archeologico (etnografisch archeologisch museum).
Er zijn onder meer zeilmogelijkheden.

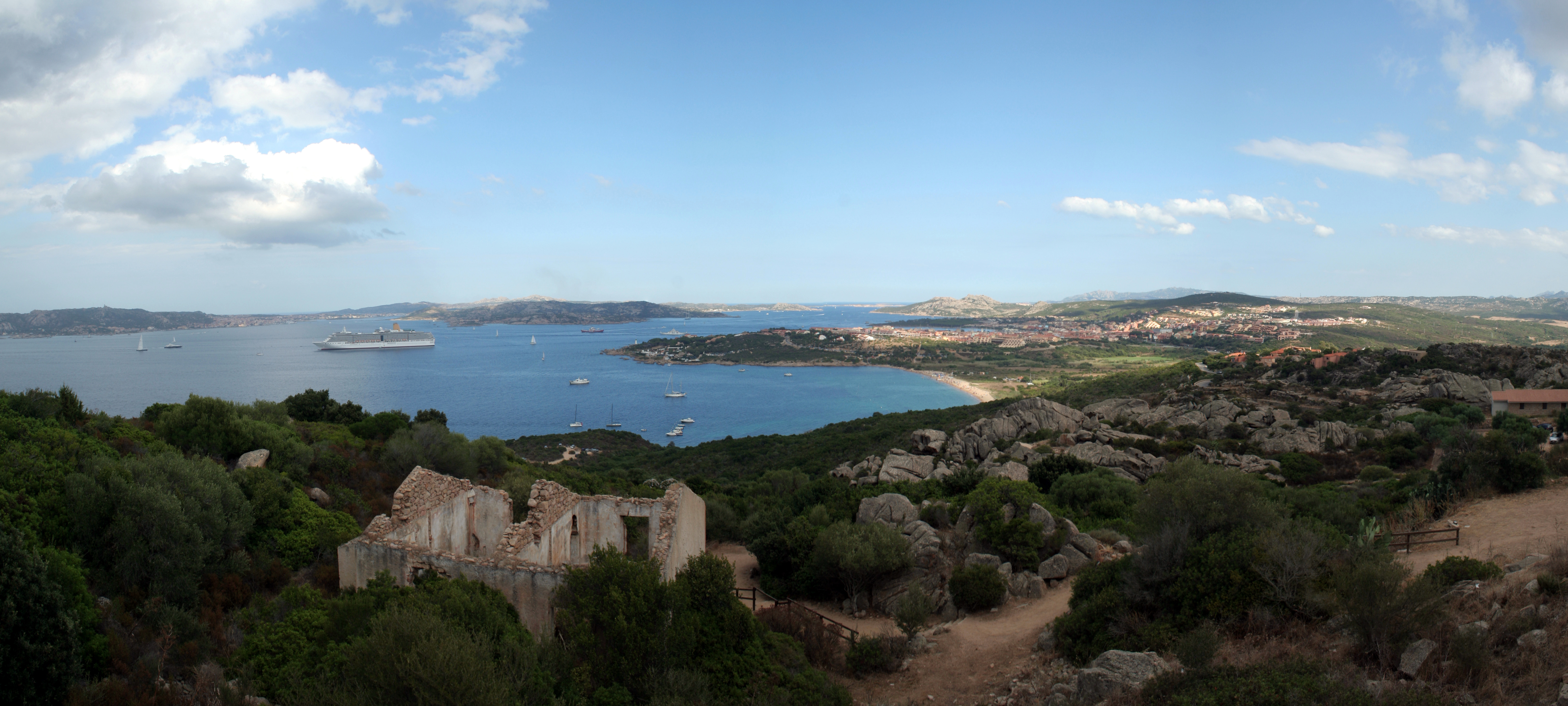
Palau